# Cacia yunnana
Cacia yunnana là một loài bọ cánh cứng trong họ Cerambycidae.